# أسعد طه
أسعد طه صحفي وكاتب وصانع أفلام وثائقية، مصري من مواليد مدينة السويس عام 1956 ، بدأ حياته المهنية في الصحافة المكتوبة، ثم عمل بـالإذاعة ، ولاحقا بـالتلفزيون كمراسل في مناطق الأزمات ثم تخصص في صناعة الأفلام الوثائقية .

## مسيرته المهنية
كتب لصحف الحياة والشرق الأوسط والأهرام ، والعديد من المجلات الأسبوعية والشهرية، وعمل مع إذاعة الشرق العربية من باريس ، ومع التلفزيون السعودي ، وقنوات إم بي سي ، وقناة الجزيرة ، وشبكة التلفزيون العربي.
شارك في تغطية الحروب في يوغسلافيا ، والشيشان ، وجنوب السودان ، والصومال ، وألبانيا ، والكونغو ، وتنقل في مناطق الأزمات الدولية، ليزور أكثر من سبعين دولة في أنحاء العالم .
أهتم بمناطق البلقان وآسيا الوسطى ولكن البوسنة والهرسك نالت أهتمامه الأول .

## برامجه
- أنتج وقدم برنامجه نقطة ساخنة على قناة الجزيرة الإخبارية منذ عام 1997 ولسبعة عشر عاما حتى عام 2013، والبرنامج معني بمناطق الأزمات .
- كما قدم وأنتج لنفس القناة برنامج يحكى أن منذ عام 2002 إلى عام 2006، المهتم بالقضايا التاريخية والإنسانية التي كان يسردها على شكل حكايات، وقد تميز البرنامج بتداخل الأدب مع التاريخ مع السياسة في وجبة متكاملة .
- أنتج وقدم ثلاثة عشر حلقة من برنامج الرحلة الذي بدأ في 25.10.2015 إلى 17.01.2016 لـشبكة التلفزيون العربي التي تبث من لندن، والذي عرض فيه خلاصة تجربته منذ أكثر من ربع قرن في عالم الإعلام، ومشاهد لما كان يجري خلف الكاميرا .[3]

## هوت سبوت فيلمز
أسس شركة Hot Spot Films لإنتاج البرامج والأفلام الوثائقية عام 2001 في دبي بـالإمارات العربية المتحدة، والتي تعد أقدم وأعرق الشركات المتخصصة في صناعة الأفلام والبرامج الوثائقية في منطقة الشرق الأوسط.
ومنذ ذلك الحين أنتج 25 سلسلة من الأفلام والبرامج الوثائقية التي مثلت العمود الفقري للبرامج الوثائقية لقنوات شبكة الجزيرة ، وقد غطت هذه البرامج حوالي 80 دولة في أنحاء العالم، ، وبلغ مجملها حوالي 900 ساعة من البرامج الأفلام الوثائقية، وتناولت قضايا إنسانية واجتماعية متعددة في شتى أنحاء الكرة الأرضية.

## كيف تحكي الحكاية
هو اسم البرنامج التدريبي الذي يقدمه أسعد طه حاليـا، حيث يقوم بالعديد من المخيمات التدريبية في دول مختلفة .
- المغرب،الرباط من 21 إلى 25 مارس عام 2015،تحت عنوان كيف تحكي الحكاية .
- رواندا،كيجالي 11 إلى 16 سبتمبر عام 2015،تحت عنوان كيف تحكي الحكاية .[5]
- تركيا،ريف تركيا 19 إلى 26 مايو عام 2016،تحت عنوان كيف تحكي الحكاية .[6]

## عضوياته
- عضو لجنة التحكيم مهرجان قازان الدولي لسينما الشعوب المسلمة عام 2010.
- عضو لجنة تحكيم مهرجان الأكاديمية الدولية للفنون والعلوم التلفزيونية في أعوام 2016،2014،2013،2012،2010 .

## جوائزه
- أفضل برنامج وثائقي مهرجان القاهرة والتلفزيون عام 1997 .
- أفضل فيلم وثائقي عام 2006 عن فيلم الدواردو لمهرجان قازان الدولي لسينما الشعوب المسلمة بروسيا الإتحادية.
- أفضل فيلم وثائقي عام 2007 عن فيلم الخيام السبع لمهرجان قازان الدولي لسينما الشعوب المسلمة بروسيا الإتحادية .
- تكريم حركة السكان الأصليين باشاكوتي عام 2010 إحدى فعاليات مهرجان كان عام 2010.
- تكريم بمهرجان أوروبا الشرق للفيلم الوثائقي بأصيلة بالمغرب عام 2014 .

## حواراته الصحفية
عبر تاريخ عمله الصحفي والتلفزيوني أجرى مقابلات هامة مع عدد كبير من الشخصيات السياسية مثل:
- الرئيس البوسني الراحل / علي عزت بيغوفيتش
- الدلاي لاما / زعيم البوذيين في التبت
- ملك المغرب / محمد السادس [7]
- رئيس اندونيسيا السابق / عبد الرحمن وحيد
- الرئيس السوداني / الفريق عمر البشير
- الرئيس الألباني / صالح بريشا
- الرئيس الفنزويلي / هوغو تشافيز
- الرئيس الصومالي / عبد القاسم سلاط
- السيد حسن نصرالله / الأمين العام لحزب الله

بالإضافة إلي قيادات دولية رفيعة تابعة لـالأمم المتحدة وحلف الناتو التقاها في مناطق الحروب التي عمل بها